# Elecciones generales de Papúa Nueva Guinea de 2022
Las elecciones generales de Papúa Nueva Guinea de 2022 se realizaron entre el 2 al 22 de julio del mismo año en el mencionado país. Tras las elecciones, James Marape fue reelegido primer ministro sin oposición.

## Sistema electoral
Los 118 miembros del Parlamento Nacional son elegidos en distritos electorales uninominales mediante votación de segunda vuelta instantánea limitada; a los votantes se les otorgan hasta tres preferencias, y un candidato se declara electo una vez que recibe más del 50% de los votos de preferencia. De los 118 miembros, 96 son elegidos entre escaños "abiertos" y 22 entre escaños provinciales basados en las veinte provincias, la Región Autónoma de Bougainville y el Distrito Capital Nacional. Los ganadores de los escaños provinciales también se convierten en gobernadores provinciales.

## Resultados preliminares
| Partido                                   | Votos | Escaños |
| ----------------------------------------- | ----- | ------- |
| Partido Pangu                             |       | 38      |
| Congreso Nacional del Pueblo              |       | 17      |
| Recursos Unidos                           |       | 11      |
| Partido Alianza Nacional                  |       | 5       |
| Partido Popular                           |       | 4       |
| Partido Socialdemócrata                   |       | 4       |
| Primero del Pueblo                        |       | 3       |
| Partido de Papúa Nueva Guinea             |       | 3       |
| Laborista Unido                           |       | 3       |
| Partido avanza PNG                        |       | 2       |
| Partido Nacional                          |       | 2       |
| Progreso Popular                          |       | 1       |
| Partido Liberal                           |       | 1       |
| Popular Reformista                        |       | 1       |
| Partido del Destino                       |       | 1       |
| Partido Alianza Melanesia                 |       | 1       |
| El Partido                                |       | 1       |
| Partido Laborista del Pueblo              |       | 1       |
| Verdes de Papúa Nueva Guinea              |       | 1       |
| Movimiento Popular por el Cambio          |       | 1       |
| Partido Nueva Generación                  |       | 1       |
| Nuestro Partido del Desarrollo            |       | 1       |
| Independientes                            |       | 9       |
| Total                                     |       | 113     |
| Fuente: Centro de Políticas de Desarrollo |       |         |